# Trois-Rivières (Somme)
Trois-Rivières ist eine französische Gemeinde mit 1.484 Einwohnern (Stand: 1. Januar 2022) im Département Somme in der Region Hauts-de-France. Sie gehört zum Arrondissement Montdidier und zu den Kantonen Roye und Moreuil.
Sie entstand als Commune nouvelle mit Wirkung vom 1. Januar 2019 durch die Zusammenlegung der bisherigen Gemeinden Pierrepont-sur-Avre, Contoire und Hargicourt, die in der neuen Gemeinde den Status einer Commune déléguée haben. Der Verwaltungssitz befindet sich im Ort Pierrepont-sur-Avre.

## Gliederung
| Ortsteil                              | ehemaliger INSEE-Code | Fläche (km²) | Einwohnerzahl zum 1. Januar 2019 |
| ------------------------------------- | --------------------- | ------------ | -------------------------------- |
| Pierrepont-sur-Avre (Verwaltungssitz) | 80625                 | 4,30         | 666                              |
| Contoire                              | 80209                 | 7,14         | 444                              |
| Hargicourt                            | 80419                 | 5,19         | 406                              |

## Lage
Nachbargemeinden sind Braches und La Neuville-Sire-Bernard im Nordwesten, Le Plessier-Rozainvillers im Norden, Hangest-en-Santerre und Davenescourt im Nordosten, Boussicourt im Osten, Gratibus im Südosten, Bouillancourt-la-Bataille im Süden, Malpart im Südwesten und Aubvillers im Westen.

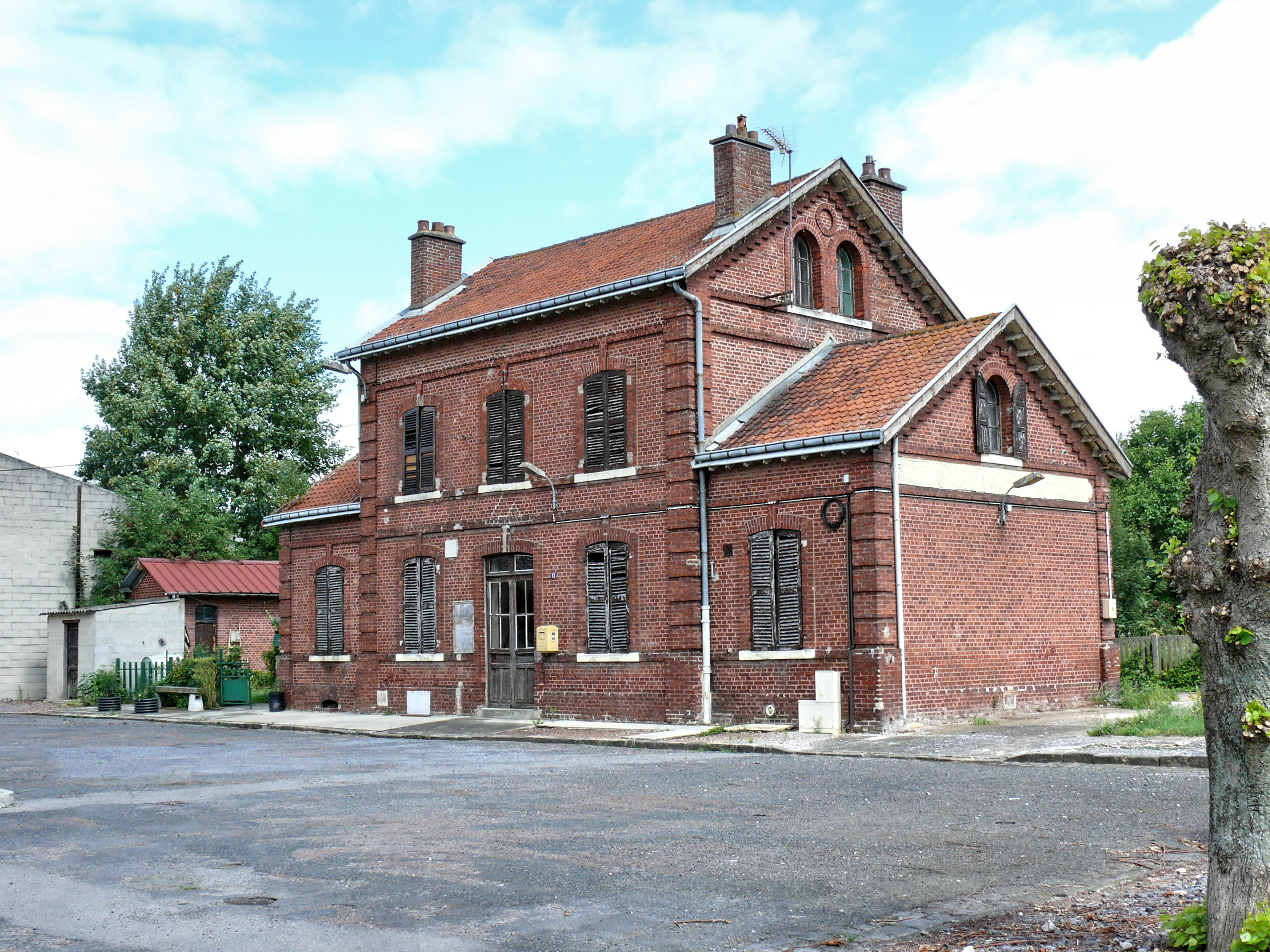
Ehemaliger Bahnhof von Hargicourt und Pierrepont-sur-Avre